# 李鴻昌
李鴻昌（1930年—2003年2月12日），河北徐水人，中國話劇、電視劇演員，被評為國家一級演員。曾參演《少帅传奇》等话剧，以及《西游记》（86版）、《高山下的花环》、《狄公案》等电视剧。

## 生平
1930年出生于河北省徐水县。1948年考入中国人民解放军华东军事政治大学文艺系就讀。曾在总政文工团话剧团、山东话剧团擔任演员。
李鸿昌在86版電視劇《西遊記》中出演了黑狐精、接引佛祖、天竺国大臣和多目怪等多個角色，此外還在劇組中担任剧务副主任和制片副主任。當劇組已拍到《大战红孩儿》這一集時卻缺乏資金，李鸿昌設法籌集到300萬元的資金，使《西遊記》能夠續拍下去。
在晚年時擔任山东UFO研究会理事长。2003年2月12日，於濟南市因病去世，享年73岁。

## 外部連結
- 李鴻昌在互联网电影资料库（IMDb）上的資料（英文）
- 李鸿昌在豆瓣上的资料（简体中文）